# شهادت بدن (فیلم ۱۹۹۳)
شهادت بدن (به انگلیسی: Body of Evidence) فیلمی در ژانر درام، تریلر و اروتیک به کارگردانی اولی ادل و نویسندگی برد میرمن، محصول سال ۱۹۹۳ ایالات متحده آمریکا است. در این فیلم بازیگرانی همچون مدونا، ویلم دفو، جو مانتگنا، آن آرچر، جولیان مور، یورگن پراخنو، استن شو، چارلز هالاهان، مارک رولستون، جف پری، ریچارد ریلی و فرانک لانگلا به ایفای نقش پرداخته‌اند.
اولی ادل در سال ۱۹۹۳ کاندید بهترین کارگردانی از جشنواره فانتاسپورتو پرتغال شد و مدونا در جشنواره جوایز ام تی وی کاندیدای خواستنی‌ترین زن فیلم، در همان سال گردید.
مدونا برای این فیلم، شخصاً ویلم دفو را به عنوان همبازی خود انتخاب کرده است. مدونا و ویلم دفو تأیید کردند، در صحنه‌های رابطه جنسی و هنگام ریختن موم شمع و رابطه در گاراژ از هیچ بدلکاری استفاده نشده است.
این فیلم بخاطر محتویات صریح جنسی «کسب رده NC-17»، علی رقم صرف بودجهٔ ۳۰ میلیون دلاری و فیلمنامه ای قوی، نتوانست در گیشه به موفقیت خاصی برسد؛ و در مجموع فروش جهانی به رقم ۳۸ میلیون دلار دست پیدا کرد.

## داستان فیلم
جسد «اندرو مارش»، که به فیلمبرداری از روابط جنسی خود اعتیاد داشته است؛ توسط منشی او «جوآن براسلو»، در تخت خوابش پیدا می‌شود. او که از بیماری قلبی رنج می‌برده است، بر اثر هیجان و مصرف کوکایین در هنگام سکس، همزمان با بسته شدن دست‌هایش، سکته کرده است.
دوست دختر او «ربکا کارلسون» توسط نماینده دادستان «باب گارت» به اتهام قتل آگاهانه، دستگیر می‌شود. «فرانک دولانی» عهده‌دار وکالت ربکا می‌شود و به دلیل نبود دلایل کافی او را آزاد می‌کند. ربکا قتل را انکار می‌کند و فرانک به اطلاع او می‌رساند، طبق وصیت نامه هشت میلیون دلار از دارایی‌های مارش به او می‌رسد و این موضوع باعث دادگاهی شدن ربکا می‌شود.
در جلسات دادگاه بخش «مالتنوم» در حضور قاضی «میبل برنهام»؛ جوآن، شهادت می‌دهد که شاهد مصرف کوکایین توسط ربکا بوده است؛ ولی مشخص می‌شود که آن ماده ریشه گیاه چینی، برای درد دوره قاعدگی بوده است. دکتر «مک کاردی» از پلیس جنایی، وجود کوکایین در اسپری بینی، که موجب قتل گردیده است را تأیید می‌کند و مشخص می‌شود؛ جوآن بخاطر سرماخوردگی مارش، اسپری را تهیه کرده است. فرانک درمی یابد، جوآن در گذشته برای اعتیاد به مصرف کوکایین به مدت دو سال در «مانت هود» تحت درمان بوده است. دکتر «آلن پلی» دکتر بخش اورژانس، از مسمومیت شدید قبلی مارش بر اثر مصرف می‌گوید. او به مارش اخطار داده است، که در صورت مصرف مجدد، مرگ وی حتمی است.
فرانک، ربکا را به شام دعوت می‌کند و در برگشت از او تقاضای رابطه جنسی می‌کند. فرانک رابطه ای عجیب و پر حرارت که همراه با بستن دست‌های او و سوزانده شدن بدن توسط موم شمع است؛ را تجربه می‌کنند.
در جلسات دادگاه مشخص می‌شود که دکتر آلن پلی با ربکا در ارتباط بوده است؛ و از او درخواست رابطهٔ جنسی می‌کند و وقتی با جواب منفی رو به رو می‌شود. او را با گذاشتن پیام روی منشی تلفنی تهدید کرده است که در دادگاه شهادت دروغ می‌دهد. آلن مجبور به اعتراف می‌شود؛ و فاش می‌کند که جوآن، مارش را به بیمارستان آورده است. فرانک نیز جوآن را متهم به خرید کوکایین برای مارش می‌کند.
با درخشش فرانک در دادگاه، ربکا بر روی کاپوت ماشین و با شکستن لامپ پارکینگ طبقه چهارم، با فرانک عشق بازی می‌کند؛ و کمر فرانک بر روی شیشه‌ها آسیب می‌بیند.
در دادگاه، «جفری روستون» که دقیقاً شبیه مارش است؛ اعلام می‌کند که یکسال با ربکا بوده است. او شهادت به سکس پرشور و پرخطر خود با ربکا را می‌دهد؛ او نیز قبلاً وصیت نامه ای به نفع ربکا تنظیم کرده است؛ که بعد از اینکه مشخص می‌شود، روستون همجنس‌گرا بوده است؛ ربکا او را ترک کرده است.
«شارون دولانی» همسر فرانک با دیدن زخم‌های فرانک، تماس ربکا با رستوران او، همچنین دیده شدن فرانک نزدیک خانه ربکا، به خیانت همسرش پی می‌برد؛ و او را از خانه بیرون می‌کند. فرانک با عصبانیت به دیدن ربکا می‌رود و علت تماس ربکا به رستوران را جویا می‌شود. ولی اجازه دفاع به او را نمی‌دهد. ربکا با دیدن حال خراب فرانک، رو به روی او شروع به خود ارضایی می‌کند؛ و خود را در اختیار فرانک می‌گذارد. در هنگام سکس، ربکا قصد دستبند زدن به فرانک را می‌کند ولی فرانک پیش دستی کرده و دستان او را به تخت میبند و از پشت به او نزدیکی سختی می‌کند.
فرانک به کمک همکارش «گیپ» در انتهای فیلم ضبط شده، به رابطهٔ جنسی مارش با جوآن پی می‌برد. سهم الارث خوآن از آقای مارش، بعد از ارتباط با ربکا به شدت کاهش پیدا کرده است و این باعث حسادت شدید او به ربکا شده است. ربکا به عنوان آخرین شاهد در جایگاه قرار می‌گیرد و با تعریف کامل شب حادثه، خود را بیگناه اعلام می‌کند. بالاخره دادرسی به پایان می‌رسد؛ و هیئت منصفه ربکا را بیگناه می‌داند.
در انتها فرانک بدون اطلاع قبلی به دیدن ربکا می‌رود؛ و با شنیدن مخفی صحبت ربکا با دکتر آلن پلی، درمی یابد که آن دو همدست بوده‌اند؛ و آلن مریض‌های ثروتمند و مسن خود را به ربکا معرفی می‌کرده است و از این راه با کمک هم، از آنها اخاذی می‌کردند. آلن بعد از اعلام بیگناهی ربکا به شدت نگران وضعیت کاری خود است ولی ربکا با اعتراف اینکه کار و درآمدش از روسپی گری است و آینده او برایش مهم نیست؛ آلن را می‌آزارد. آلن با ربکا و سپس فرانک درگیر می‌شوند، آلن از طبقه فوقانی خانه سقوط می‌کند؛ ولی نمی‌میرد و در بازگشت، ربکا را با اسلحه خود او به قتل می‌رساند.